# Peperomia daguana
Peperomia daguana är en pepparväxtart som beskrevs av Trel. & Yunck.. Peperomia daguana ingår i släktet peperomior, och familjen pepparväxter. Inga underarter finns listade i Catalogue of Life.